# Puiteca rigida
Puiteca rigida is een platworm (Platyhelminthes). De worm is tweeslachtig. De soort leeft in het zoute water.
Het geslacht Puiteca, waarin de platworm wordt geplaatst, wordt tot de familie Cercyridae gerekend. De wetenschappelijke naam van de soort werd voor het eerst geldig gepubliceerd in 1989 door Sluys & Ball.